# The Unexpected Guest
The Unexpected Guest (Em português 'Os Visitantes Inesperados') é uma peça de 1958 feita pela famosa escritora de romances policiais, Agatha Christie.
A peça estreou no West End no Duchess Theatre em 12 de agosto 1958, e logo depois no Bristol Hippodrome. Foi dirigido por Hubert Gregg.

## Sinopse
Em uma noite de nevoeiro, Michael Starkwedder entra na casa do Warwicks através de uma janela. Ele encontra o cadáver de Richard Warwick, e encontra a mulher de Warwick, Laura, segurando uma arma que supostamente o matou. Apesar de o assassinato ser óbvio, e a esmagadora evidência apontando para ela, Starkwedder não acredita que ela o matou, e ela logo lhe diz que é inocente.
Os dois decidem colocar a culpa em um inimigo do passado, MacGregor, um homem cujo filho foi atropelado por Richard enquanto ele estava bêbado. À medida que a história avança, os dois percebem que eles estavam apenas descobrindo sobre o assassinato, e outros personagens que estavam na casa sem serem vistos vão sendo introduzidos. Revela-se que Laura estava tendo um caso, devido à natureza cruel de Richard, e é atestado que ela estava com homem com quem estava traindo o marido no momento da morte de Richard. Mas há outros suspeitos, bem como a mãe de Warwick, seu humilde meio-irmão, o sinistro Angell ou a aparentemente boazinha, senhorita Bennett.

## Elenco Original
- Philip Newman como Richard Warwick
- Renée Asherson como Laura Warwick
- Nigel Stock como Michael Starkwedder
- Winifred Oughton como Miss Bennett
- Christopher Sandford como Jan Warwick
- Violet Farebrother como Mrs Warwick
- Paul Curran como Henry Angell
- Tenniel Evans como Sergeant Cadwallader
- Michael Golden como Inspector Thomas
- Roy Purcell como Julian Farrar

## Publicação da Obra
A peça foi licenciada pela primeira vez em 1958 pela Samuel French Ltd. Em uma edição de bolso custava seis xelins. Como Black Coffee (1998) e A Teia da Aranha (2000), o roteiro da peça transformou-se em um romance de Charles Osborne que foi publicada no Reino Unido pela HarperCollins em 1999.